# Суфіксне дерево

Суфіксне дерево для слова прабаба. Кожен підрядок завершується спеціальним символом $. Сім шляхів від кореня до листів (показані квадратами) відповідають семи суфіксам.

Суфіксне дерево — основана на дереві структура даних. Знаходить застосування в алгоритмах на рядках.

## Визначення
Суфіксне дерево T для рядка S довжини m це орієнтоване дерево, що має m листів пронумерованих від 1 до m. Кожна вершина, окрім кореня, має щонайменше два відгалуження, кожне ребро марковане непорожнім підрядком з рядка S. Жодна вершина не може мати ребра, маркування яких починається з однакової літери.
Головною особливістю суфіксного дерева є те, що конкатенація маркувань ребер на шляху від кореня до листа i дає суфікс рядка S починаючи з i-ї літери.
Суфіксне дерево існує не для кожного рядка. Якщо суфікс рядка збігається з його префіксом (наприклад, рядок xabxa) то шлях для першого суфікса не зможе бути завершений в листі, в графі з'явиться цикл. Цієї проблеми можна уникнути, якщо до рядка додати літеру, яка в ньому не зустрічається. Зазвичай, цю літеру позначають $.

## Історія
Перший алгоритм побудови суфіксного дерева за лінійний час був запропонований Вайнером в 1973 році. Алгоритм був істотно спрощений МакКрейтом в 1976 році та Укконеном в 1995 році. Алгоритм Укконена може будувати дерево по одній літері з швидкодією на рівні найшвидших алгоритмів того часу. Ці алгоритми побудови суфіксних дерев мають лінійний час роботи для скінченного алфавіту, а найгірший час роботи складає {\displaystyle O(n\log n)} в загальному випадку.
Фарах в 1997 році запропонував оптимальний алгоритм побудови суфіксних дерев для всіх алфавітів. Зокрема, це перший алгоритм побудови суфіксного дерева для рядка з алфавітом з цілих чисел в поліноміальному діапазоні. Цей алгоритм служить основою для нових алгоритмів побудови як суфіксних дерев, так і суфіксних масивів.

## Властивості
Оскільки всі внутрішні вершини суфіксного дерева крім кореня мають щонайменше два відгалуження, кількість таких вершин не може перевищувати n −  1; а загальна кількість вершин не перевищує n + (n − 1) + 1 = 2n, із них: n листів, n − 1 внутрішніх вершин окрім кореня, 1 корінь.

## Застосування
Суфіксні дерева та суфіксні масиви знаходять широке застосування для розв'язання задач на рядках у прийнятний час. Наприклад, задача з'ясувати, чи входить взірець P до рядка S із побудованим суфіксним деревом може бути розв'язана за час O(|P|), найбільше загальне підстроювання двох рядків, лінеаризація циклічного рядка, завдання про підстроку для бази зразків. Узагальненні суфіксні дерева знаходять застосування при пошуку найдовшого спільного підрядка.